# DJ Vadim
DJ Vadim, ook bekend als Vadim Peare, is een dj en producer geboren in Sint-Petersburg, Rusland. Hij groeide echter op in de Britse hoofdstad Londen. Hij combineert in zijn muziek verschillende genres zoals hiphop, soul, reggae, jazz en electro. Verder is hij een platenverzamelaar en radiopresentator voor de BBC (Around the World in Eight Relays), af en toe schildert en schrijft hij ook.

## Carrière
DJ Vadim richtte in 1994 zijn eigen platenlabel, Jazz Fudge op, maar tekende in 1995 al een contract met het label Ninja Tune. Zijn huidig label BBE heeft hij sinds 2007. Hij maakte reeds dertien albums en vijf compilatiealbums en werkte samen met een grote variatie aan bekende en minder bekende artiesten. Zo werkte hij onder andere samen met DJ Krush, The Roots, Dilated Peoples, Stevie Wonder, Prince, Kraftwerk, Sly & the Family Stone en Paul Weller.
Ter promotie van zijn derde album, U.S.S.R. Life from the Other Side, stelde hij een liveband samen onder de naam The Russian Percussion en trok ermee door verschillende landen. Later stelde hij een nieuwe liveband samen onder de naam 'The Electric' waarmee hij zijn album U Can't Lurn Imaginashun uit 2009 promootte. Hij trok intussen al door 63 landen in zo'n 180 verschillende liveshows.
In 2001 producete Vadim het album van de groep 7 notas 7 Colores, het werd genomineerd voor beste album in de Latin Grammy Awards in de categorie Urban Music.
Vadim is tevens oprichter van de hiphopgroep One Self, waarmee hij één album maakte, Children of Possibility. Het album, dat uitkwam in 2005 onder het label Ninja Tune werd goed onthaald.
Hij staat ook bekend om z'n vele remixen van bekende artiesten.

## Discografie

### DJ Vadim
Studioalbums
- U.S.S.R. Repertoire (Ninja Tune, 1996)
- U.S.S.R. Reconstruction (Ninja Tune, 1998)
- U.S.S.R. Life from the Other Side (Ninja Tune, 1999)
- U.S.S.R. Instrumental to Life (Ninja Tune, 1999)
- U.S.S.R. The Art of Listening (Ninja Tune, 2002)
- U.S.S.R. The Art of Instrumentals (Ninja Tune, 2002)
- The Soundcatcher (BBE, 2007)
- U Can't Lurn Imaginashun (BBE, 2009)
- Don't Be Scared (BBE, 2012)
- Dubcatcher (BBE, 2014)
- Grow Slow (BBE, 2015)
- Dubcatcher 2 (Soulbeats Records, 2016)
- Dubcatcher Vol. 3 (Flames up!)  (Soulbeats Records, 2018)

Compilatie-albums
- DJ Vadim Presents: Sculpture and Broken Sound (P-Vine Records, 1997)
- Architects of the Great (Jazz Fudge, 1998)
- The Forgotten Women/Stereo Pictures (MK2, 2003)
- Lettuce Propelled Rockets (JFM, 2005)
- Live in Brooklyn (Mothergrain, 2007)

### One Self
Albums
- Children of Possibility (Ninja Tune, 2005)
- Children of Instrumentals (Ninja Tune, 2005)